# Peugeot 407
Peugeot 407 — автомобілі середнього класу (Клас D), що виробляються компанією Peugeot з 2004 року. У модельному ряду замінив Peugeot 406. Всього виготовлено 896 400 автомобілів.

## Опис

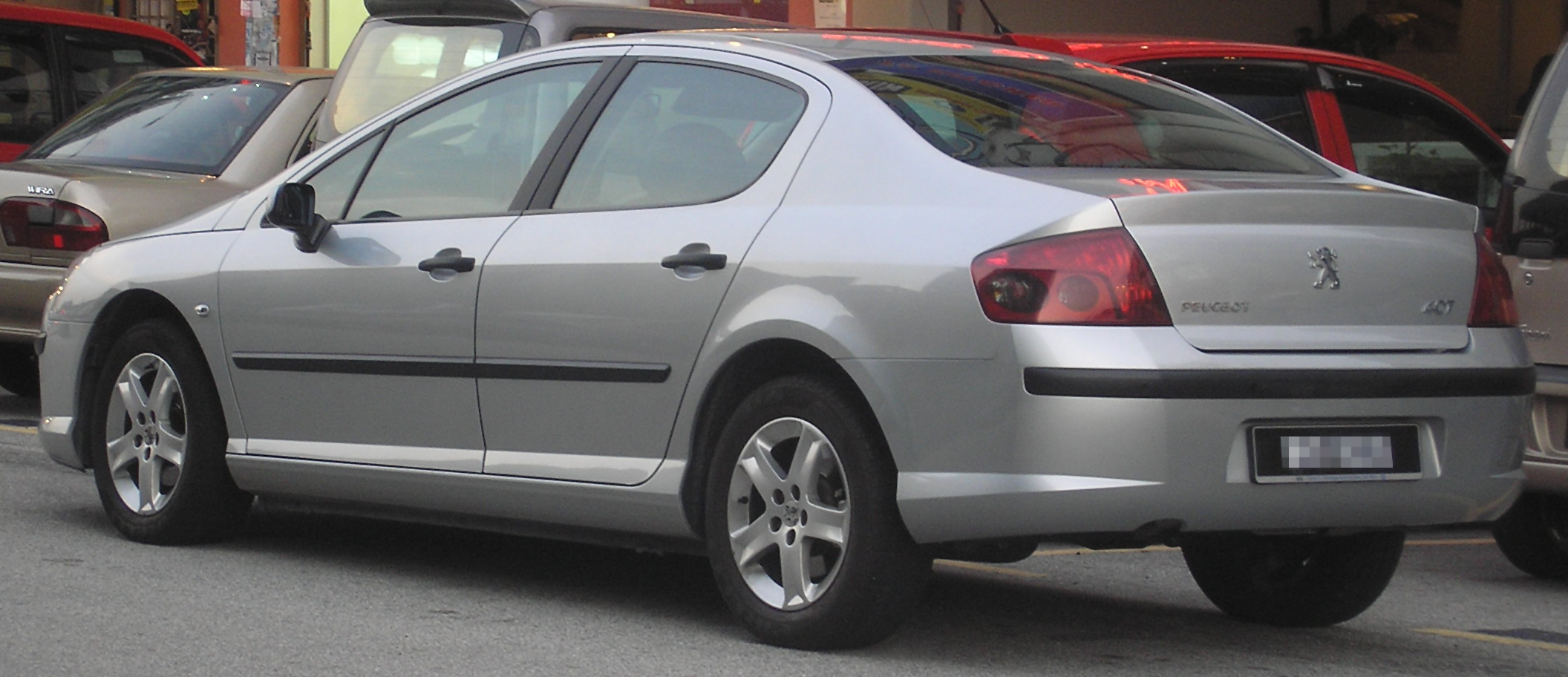
Peugeot 407 седан (2004-2006)

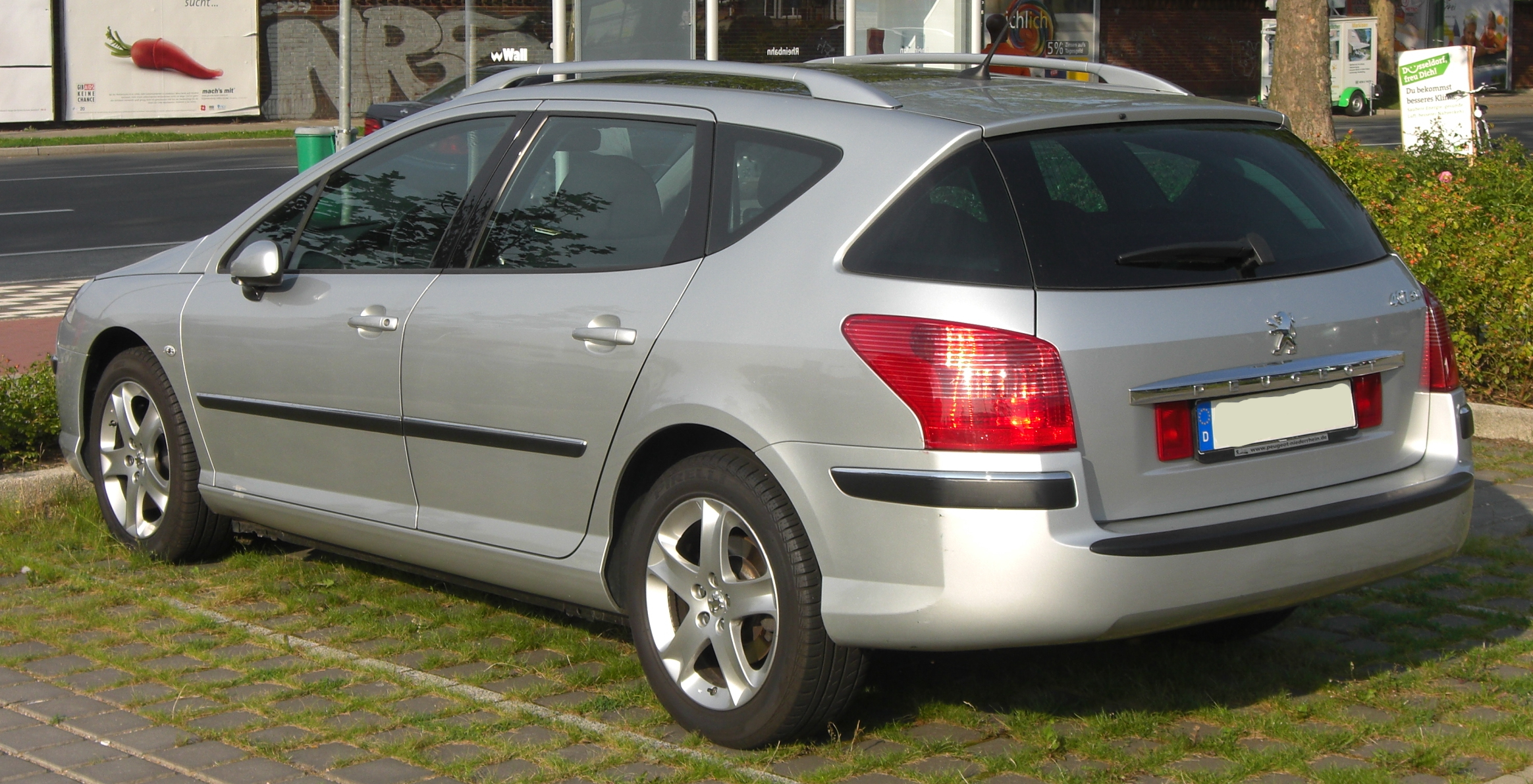
Peugeot 407 SW (2004-2006)

Перша модель концерну PSA, і перша самого Peugeot, побудована на загальній платформі модульної PSA PF3 2004 року, спроектованої під умовні вимоги ринкового сегменту D. На європейському ринку був доступний в кузовах: 4-дверний седан, 5-дверний універсал, 2-дверне купе. Оснащувався як бензиновими (об'ємом від 1,8 до 3,0 літрів), так і дизельними (обсягом від 1,6 до 3 літрів) двигунами. Отримав революційний стрімкий дизайн з великою радіаторною решіткою і зализаними назад фарами. Продажі моделі з кузовом універсал стартували через 4 місяці після седана, а Peugeot 407 coupe з'явилося в 2006 році.
Автомобілі Peugeot 407 представлені у S, SR, SE та GT моделях. 
До бази моделі S входять: система контролю стійкості, п’ять подушок безпеки, бортовий комп’ютер, центральний замок з дистанційним управлінням, передні та задні вікна з електроприводом, RD4 радіо, CD-програвач, MP3, пофарбовані у колір кузова бампери, дзеркала та дверні ручки, передні та задні протитуманні вогні, шкіряне кермо, клімат-контроль та ультразвукова сигналізація. 
Модель SR додатково пропонує: 16-дюймові литі диски, систему супутникової навігації та Bluetooth. 
Обравши SE, Ви отримаєте: 16-дюймові литі диски, мультимедійну систему RT5 з кольоровим екраном навігаційної системи, GSM телефоном та MP3 накопичувачем, функцію допомоги при паркуванні, панорамний скляний дах у кузові універсал, бічні дзеркала з електроприводом, автоматичні склоочисники, автоматичні фари, центральний підлокітник заднього сидіння та двозонний клімат-контроль. 
Топова GT постачається з повністю шкіряною обшивкою, сидіннями з електроприводом і підігрівом та 17 або 18-дюймовими дисками коліс. 
В 2006 році модель модернізували, на решітці радіатора з'явились хромовані поперечні лінії.
В 2008 році модель модернізували вдруге, на решітці радіатора з'явились хромовані поперечні і вертикальні лінії, змінені задні фари.
У 2010 році 407 модель змінилася на конвеєрі новою моделлю - Peugeot 508. Також Peugeot 508 є заміною для Peugeot 607. Версію з кузовом купе виготовляли ще один рік.

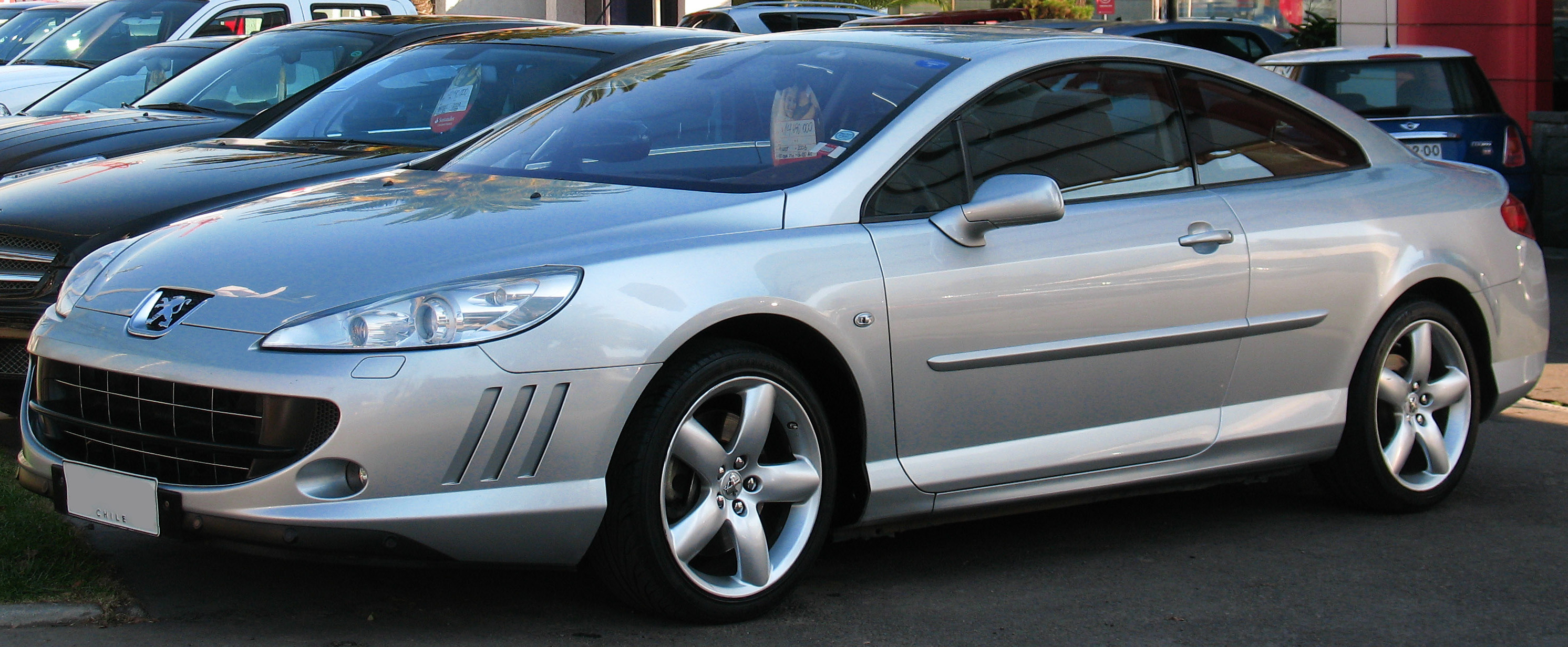
Peugeot 407 Coupé (2005-2011)
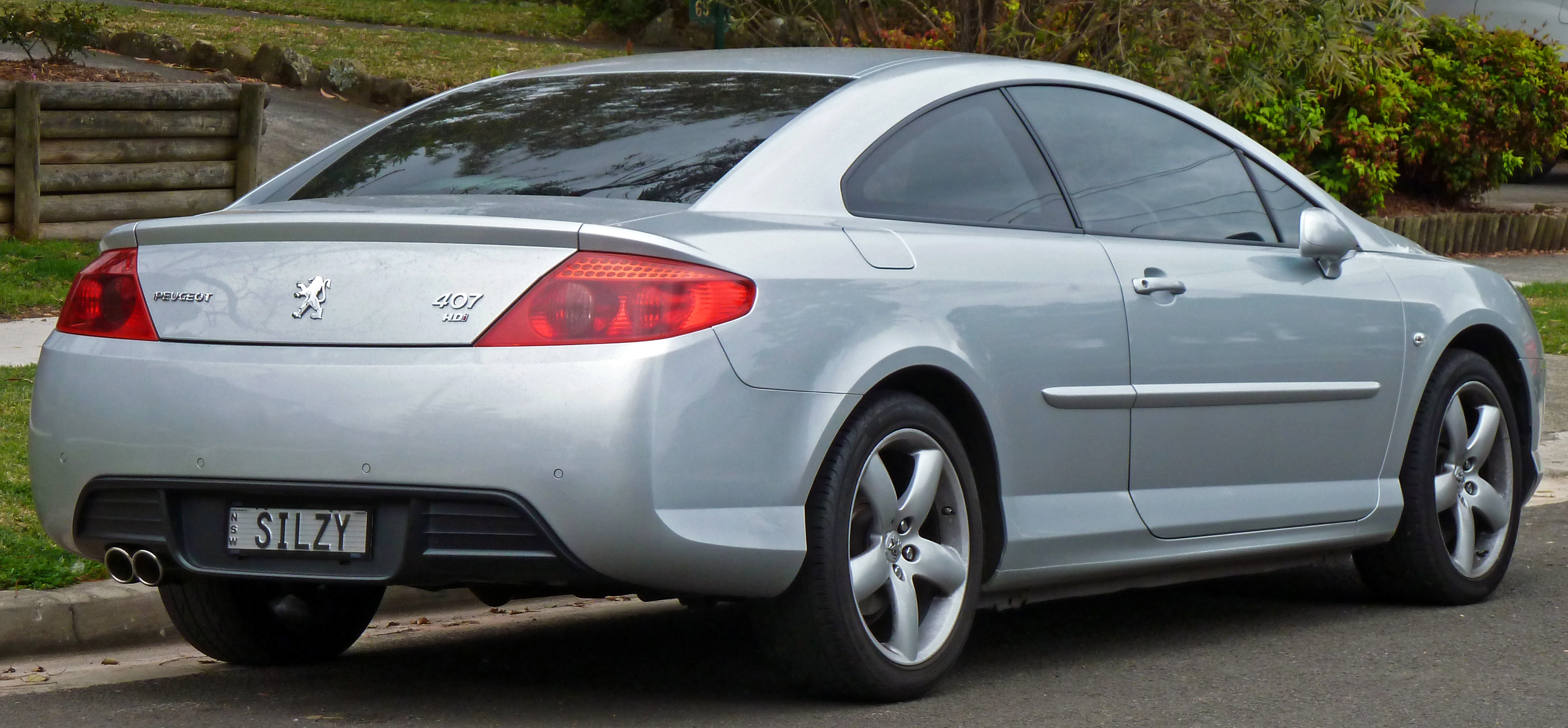
Peugeot 407 Coupé (2005-2011)
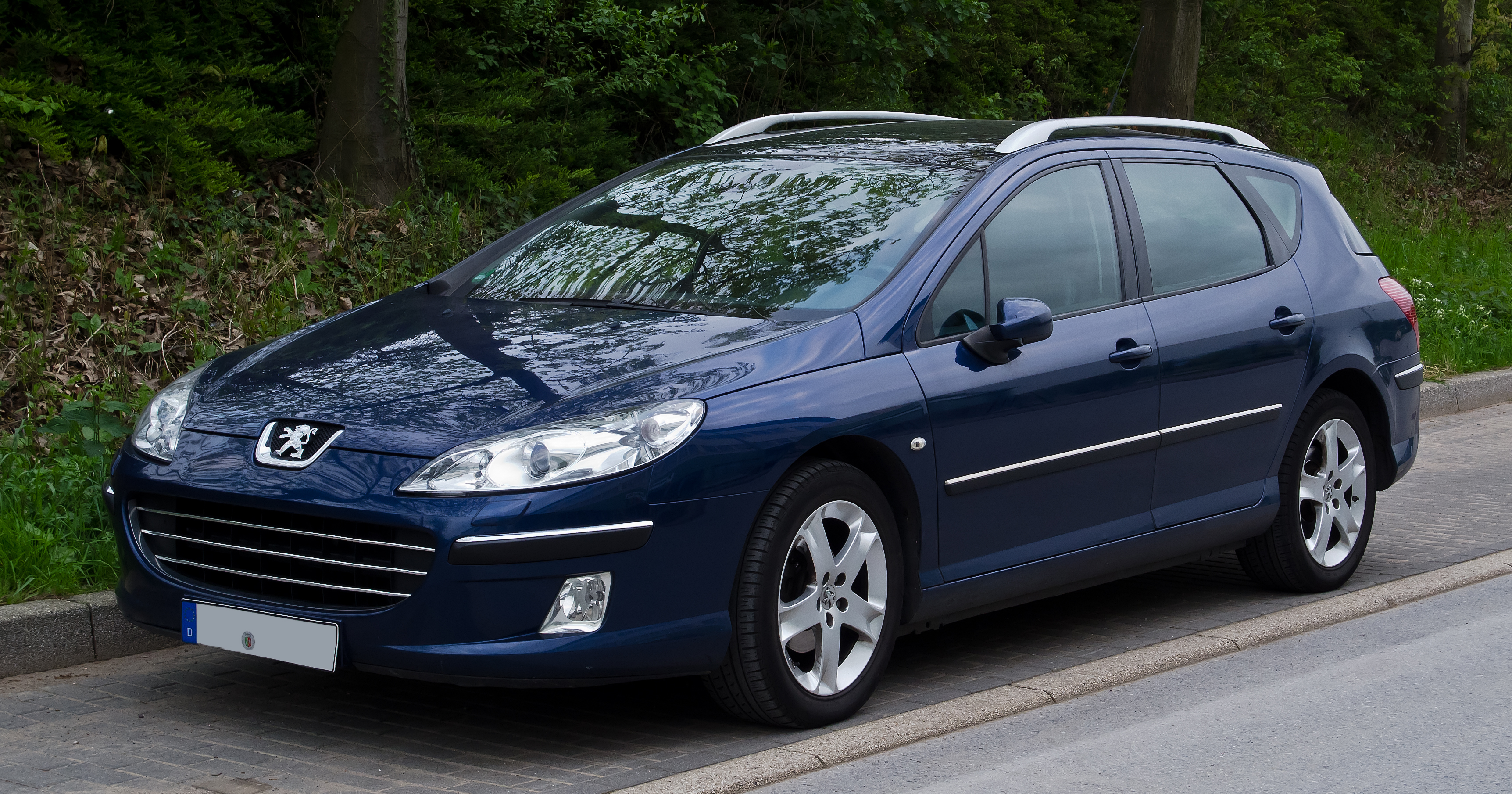
Peugeot 407 SW (2006-2008)
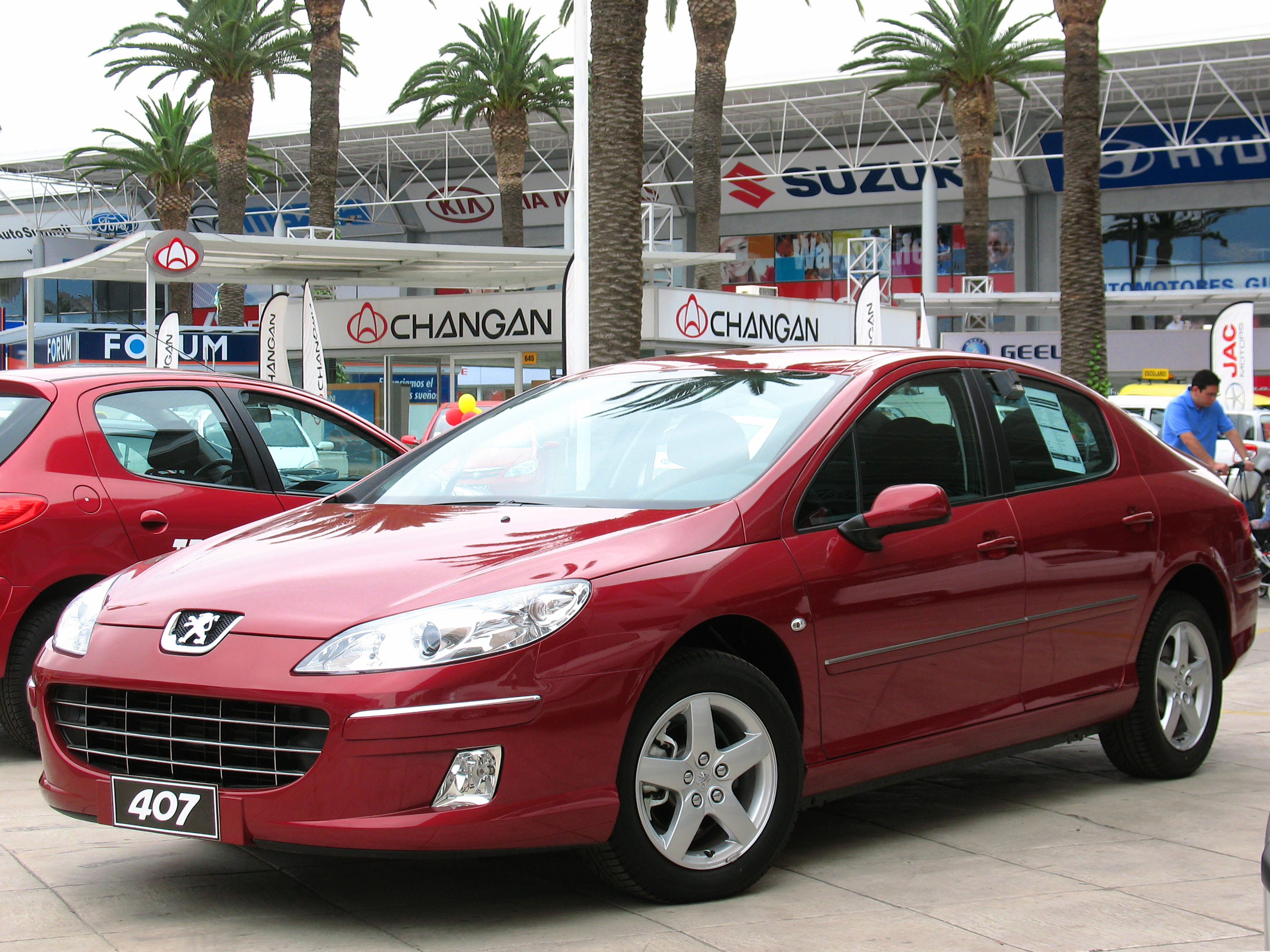
Peugeot 407 седан (2008-2010)

## Двигуни
Для седана і універсала 407 пропонуються такі двигуни:
| Седан + SW    | Седан + SW | Седан + SW     | Седан + SW         | Седан + SW         | Седан + SW   | Седан + SW                                |
| Модель        | Об'єм      | Тип двигуна    | Циліндри / Клапани | Потужність         | Роки випуску | Примітки                                  |
| Бензинові     | Бензинові  | Бензинові      | Бензинові          | Бензинові          | Бензинові    | Бензинові                                 |
| ------------- | ---------- | -------------- | ------------------ | ------------------ | ------------ | ----------------------------------------- |
| 1.8           | 1749 см³   | EW7 (6FZ)      | 4 / 16             | 85 кВт (115 к.с.)  | 2004 –2005   |                                           |
| 1.8           | 1749 см³   | EW7 (6FY)      | 4 / 16             | 92 кВт (125 к.с.)  | 2005 –2010   |                                           |
| 2.0           | 1997 см³   | EW10 (RFN)     | 4 / 16             | 100 кВт (136 к.с.) | 2004 –2005   |                                           |
| 2.0           | 1997 см³   | EW10 (RFJ)     | 4 / 16             | 103 кВт (140 к.с.) | 2005 –2010   |                                           |
| 2.2           | 2230 см³   | EW12 (3FZ)     | 4 / 16             | 116 кВт (158 к.с.) | 2004 –2005   |                                           |
| 2.2           | 2230 см³   | EW12 (3FY)     | 4 / 16             | 120 кВт (163 к.с.) | 2005 –2009   |                                           |
| 3.0 V6        | 2946 см³   | ES9 (XFV)      | 6 / 24             | 155 кВт (211 к.с.) | 2004 –2007   |                                           |
| 3.0 V6        | 2998 см³   | ES9 (XFR)      | 6 / 24             | 177 кВт (241 к.с.) | 2007 –2009   |                                           |
| Дизельні      |            |                |                    |                    |              |                                           |
| 1.6 HDi (FAP) | 1560 см³   | DV6 HDi (9HZ)  | 4 / 16             | 80 кВт (109 к.с.)  | 2004 –2010   |                                           |
| 2.0 HDi (FAP) | 1997 см³   | DW10 HDi (RHR) | 4 / 16             | 100 кВт (136 к.с.) | 2004 – /2009 | з 2009 тільки 6-ступенева автоматична     |
| 2.0 HDi (FAP) | 1997 см³   |                | 4 / 16             | 103 кВт (140 к.с.) | 2008 –2010   | 2009–2010; тільки 6-ступенева механічна   |
| 2.0 HDi (FAP) | 1997 см³   |                | 4 / 16             | 120 кВт (163 к.с.) | 2009 –2010   | тільки 6-ступенева автоматична            |
| 2.2 HDi (FAP) | 2179 см³   | DW12 (4HT)     | 4 / 16             | 125 кВт (170 к.с.) | 2006 –2010   | Bi-Turbo, тільки 6-ступенева механічна    |
| 2.7 HDi (FAP) | 2720 см³   | DT17 (UHZ)     | 6 / 24             | 150 кВт (204 к.с.) | 2006 –2009   | Bi-Turbo, тільки 6-ступенева автоматична  |
| 3.0 HDi (FAP) | 2720 см³   | DT17 (UHZ)     | 6 / 24             | 177 кВт (240 к.с.) | 2009 –2011   | Bi-Turbo, тільки 6-ступенева автоматична} |

Для Peugeot 407 Coupé пропонувалися такі двигуни:
Бензинові
- 2.2 л 16V, 4-циліндровий двигун 2230 см3 потужністю 120 кВт (163 к.с.), 10/2005-06/2009
- 3.0 л 24V, 6 циліндровий V-подібний двигун 2946 см3 потужністю 155 кВт (211 к.с.), 10/2005-06/2009

Дизель
- 2,0-літровий HDi FAP, 4-циліндровий двигун 1997 см3 потужністю 100 кВт (136 к.с.), 07/2007-06/2009
- 2,0-літровий HDi FAP, 4-циліндровий двигун 1997 см3 потужністю 120 кВт (163 к.с.), 07/2009-12/2011
- 2,7-літровий HDi з двома турбінами, 6-циліндровий V-подібний двигун 2720 см3 потужністю 150 кВт (204 к.с.), 10/2005-06/2009
- 3,0-літровий HDi з двома турбінами, 6-циліндровий V-подібний двигун 2993 см3 потужністю 177 кВт (240 к.с.), 07/2009-12/2011

## Peugeot 407 в кіно
Peugeot 407 використовували у фільмі Таксі 4 та Таксі 5.